# كفلية
الكَفَلِيَّة أو شريحة الرَّدف أو العجز أو الكفل هي قطعة لحم من لحم البقر تُقطع من الكفل.